# Ōma (Aomori)
Ōma (大間町 Ōma-machi?) es un pueblo localizado en la prefectura de Aomori, Japón. En octubre de 2018 tenía una población de 4.889 habitantes y una densidad de población de 93,8 personas por km². Su área total es de 52,10 km².

## Geografía

### Municipios circundantes
- Prefectura de Aomori
  - Mutsu
  - Sai
  - Kazamaura

## Demografía
Según datos del censo japonés, la población de Ōma ha disminuido en los últimos años.
| Año del censo | Población |
| ------------- | --------- |
| 1995          | 6.606     |
| 2000          | 6.566     |
| 2005          | 6.212     |
| 2010          | 6.340     |
| 2015          | 5.227     |